# B.G.M Live
B.G.M Live（ビージーエムライブ）は、PCゲームによるPCゲーム楽曲を中心としたライブイベント。BGMとは「美少女ゲームミュージック（Bishoujo Game Music）」の略称。
本イベントは、PCゲームシンガーであるオリヒメヨゾラ（のちにAyumi.に改名）が発起人となり、2011年11月13日に開催された『P.C.M. Live!』を第一回とする。『「PCゲームアーティスト」が主導の「PCゲームユーザー」とつくる「PCゲーム業界の未来」のためのライブ』というコンセプトが掲げられている。PCMとは「PCGAME MUSIC」の略称だが、2015年6月23日、公式のニコニコ生放送にてP.C.M Live!という名称が商標侵害となったため、『B.G.M Live!!』とタイトルを変更することが発表された。
関連イベントであるB.G.M Festivalは該当記事を参照の事。

## 背景
発起人であるAyumi.は2011年当時の自分はデビュー7年目とキャリア中堅にもかかわらず、後に続く歌手がなかなか出てこなかったこともあり、ずっと新人扱いされてきて不健全だと感じてきたことが開催に至ったきっかけだとインタビューや座談会の中で説明している。この当時はKOTOKOや佐藤ひろ美など人気歌手の顔ぶれが固定化されており、単に企画したところではマンネリ化するおそれがあった。後続の歌手が出てこない原因は人前に立つ機会が全くないことに気づいた矢先、自分がアダルトゲーム業界入りするきっかけとなったキャラフェスやDreamPartyが終わるという噂が立っていたことに加え、メーカー主催のライブ企画も皆無だったため、そのような場所が必要だったとAyumi.は2024年のインタビューの中で述懐している。「新人」である自分一人では不安だったため佐藤ひろ美に相談したところ「あなたがやるべき」と言われ、開催に至った。
2011年に開かれた第1回「P.C.M Live! 」開催前に行われた出演者座談会にてAyumi.は「新人育成」をコンセプトにしているにもかかわらず新人が出演していないという指摘があったと述べ、このようなイベントを見たらドアを叩いてくれるかもしれないと期待していると語った。
ライブにあたっては歌唱曲のプロモーションビデオも流れるが、性的な場面は会場内で流せないため、配信しても差し支えが内容に編集が施されている。これは、アダルトゲームのにわかファンにも楽しんでもらいたいという目的もある。また、ライブ参加経験が少ない客に向け、レディースゾーンやまったりゾーンなど、楽しみ方に合わせてフロア分けがなされた。
その後、2020年の東京オリンピック開催に向けオタク産業に圧力がかかるようになり、Ayumi.はこのような時期にB.G.M.Live!!を開催して業界各所に迷惑をかけるわけにはいかないと考え、オリンピック終了まで開催を控えるつもりでいた一方、2021年の開催をめざして会場を押さえていた。その矢先、今度はコロナウイルスが流行し、開催できなくなってしまった。
資金面の問題やAyumi.のデビュー20周年もあり、2024年に6年ぶりとなる『B.G.M Live』が開かれることとなった。

## P.C.M Live!
第1回目となる「P.C.M Live!」は、2011年11月13日に銀座パセラリゾーツ B3F BENOAで開催された。参加者には特典としてリストバンドが配布された。
出演アーティスト
- ave;new feat.佐倉紗織
- オリヒメヨゾラ
- 佐藤ひろ美
- 民安ともえ
- μ(ミュゥ)
- yozuca*

## P.C.M Live!02
『P.C.M Live!02』は、2012年3月18日に銀座パセラリゾーツ B3F BENOAで開かれた。ニュースサイト「アニメイトタイムズ」によると、チケットは販売開始から5分で完売したという。
出演アーティスト
- 青葉りんご[6]
- ave;new feat. 佐倉紗織[6]
- オリヒメヨゾラ[6]
- 桜川めぐ[6]
- 佐藤ひろ美[6]
- 橋本みゆき[6]
- 水霧けいと[6]
- まきいづみ（会場ナレーション[6]）
- 宮沢ゆあな（会場ナレーション[6]）

## P.C.M 大討論会！
『P.C.M 大討論会！』は、2012年5月3日に角筈区民ホールで開かれた討論会であり、副題は『夢と現実をつなぐ「美少女ゲーム」の未来をみんなで考えよう！』である。この討論会では美少女ゲーム業界の現状の把握から、震災を経てこれから未来へとどうしていけばいいのかといった内容が話された。
討論会後、チャリティーオークションも開催され、数多くの美少女ゲームブランド、声優からポスターや私物などが出品された。

### 出演者
- 水霧けいと（司会）
- オリヒメヨゾラ（歌手代表）
- まきいづみ（声優代表）
- 上原功士（13cm）
- 三ツ矢新（bolero）
- 服部道知（light）
- 片岡とも（ねこねこソフト）
- トン様（Lump of Sugar）

## P.C.M Live! sunlight
『P.C.M Live! sunlight』は2012年9月22日から23日にかけて行われたイベントであり、船の科学館敷地内にあるB.G.M Festival!の無料野外ステージで開催された。
| 1日目                                                                     | 2日目 |
| ------------------------------------------------------------------------- | --- |
| - しほり - Team-OZ - FullMooN - みとせのりこ - 桃井はるこ（シークレット） | - 桜川めぐ - doubleeleven UpperCut - 津田朱里 - 水霧けいと - μ - いとうかなこ（シークレット） - Suara（シークレット） |

## P.C.M Live! Special
『P.C.M Live! Special』は2012年11月25日にCLUB CITTA'で行われたイベントであり、前回までをゲーム本編とし、ファンディスクという立ち位置で開催された。ライブにはPCゲームのような演出が取り入れられ、次回以降にもこの演出は引き継がれることとなる。なおこの回からカラオケではなく、生バンドによる演奏となっている（ただし、いくつかの楽曲はカラオケ）。
キービジュアルを担当したのは空中幼彩。チケットは特典のついたフルプライスチケットと通常のチケットであるミドルプライスチケットの二種類が販売され、この形式も次回以降に引き継がれることとなる。特典は空中幼彩書き下ろしのPCゲームパッケージを模した箱、空中幼彩のイラスト入りチケット、P.C.M Live!テーマソングである「True end.」が収録されたCD、優先入場の権利。
出演アーティスト
- AiRI
- オリヒメヨゾラ
- 佐咲紗花
- 佐藤ひろ美
- 霜月はるか
- 橋本みゆき
- yozuca*
- 桜川めぐ（Pick up Artist）
- しほり（Pick up Artist）
- 民安ともえ（Pick up Artist）
- Prico（Pick up Artist）
- 水霧けいと（Pick up Artist）
- μ（ミュゥ）（Pick up Artist）
- 大野まりな（シークレット）

## P.C.M Live!2013
『P.C.M Live!2013』は2013年10月20日に新宿BLAZEで行われたイベントである。出演者を決めるにあたり、TwitterやHPで新人歌手の募集を自薦他薦問わずに行った。その条件としてPCゲーム楽曲を一曲でも歌唱したことが有る、デビューして5年以内、歌唱が10曲以下などがあげられている。
キービジュアルを担当したのはななかまい。
今回もフルプライス、ミドルプライス二種類のチケットが販売された。フルプライス特典の内容は出演アーティストの座談会の様子などが掲載されたパンフレット、限定Tシャツ、PCゲームを模した箱、優先入場の権利。また、アダルトゲーム雑誌であるBugBug（2013年 11月号）にも出演アーティストの座談会が掲載された。
出演アーティスト
- ave;new feat.佐倉紗織
- Ayumi.（Astilbe × arendsii）
- 大島はるな
- 榊原ゆい
- 佐藤ひろ美
- 霜月はるか
- 鈴湯
- 西沢はぐみ
- Ne;on（KRASTERII）
- みとせのりこ
- rino（from CooRie）
- 柏木るざりん（シークレット）
- Chu☆（シークレット）

## P.C.M Live!2013 後夜祭
『P.C.M Live!2013 後夜祭 』はP.C.M Live!2013出演アーティストによるトークイベントであり、有限会社ファミリーワーク主催の元、2013年10月26日に阿佐ヶ谷ロフトAで行われた
ライブ当日の写真を見ての振り返り、楽屋裏トークなどの内容。
出演アーティスト
- Ayumi.（Astilbe × arendsii）
- 大島はるな
- 西沢はぐみ
- Ne;on（KRASTERII）

## P.C.M Live! 外伝 マッキーちゃん祭り
『P.C.M Live! 外伝 マッキーちゃん祭り』は、P.C.M Live!でバックバンドを勤めるTHE LEAPSと主催のAyumi.のユニットであるAstilbe x arendsiiのツーマンライブであり、2014年2月2日にShibuya Milkywayで行われた。
マッキーちゃんとは舞台監督である槇圭一郎のこと。
出演アーティスト
- Astilbe x arendsii
- THE LEAPS
- 相良心（ゲスト）
- 西沢はぐみ（ゲスト）
- Ne;on（KRASTERII）（ゲスト）

## P.C.M Live!2014
『P.C.M Live!2014』は、2014年4月19日に新宿BLAZEで開催されたイベントであり、前回『P.C.M Live!2013』終演後に一部アーティスト、開催情報が発表された。
キービジュアルを担当したのはCura。
出演アーティスト
- AiRI
- Astilbe x arendsii
- カサンドラ
- 相良心
- 佐藤ひろ美
- doubleeleven UpperCut
- Chu☆ing Love
- 西沢はぐみ
- 原田ひとみ

## B.G.M Live!!2015
『B.G.M Live!!2015 』は2015年8月2日にTSUTAYA O-EASTで開かれたイベントであり、2014年12月27日に開催された電気外祭り2014 WINTERにて開催が発表された。この回からイベントタイトルがP.C.M Live!からB.G.M Live!!へと変更となった。
キービジュアルを担当したのは珈琲貴族。
出演アーティスト
- Astilbe x arendsii
- いとうかなこ
- 榊原ゆい
- 佐藤ひろ美
- 千歳サラ
- 中恵光城
- はな
- 飛蘭
- 真崎エリカ
- 真理絵
- 奥井雅美（シークレット）

## B.G.M Live!!2016
『B.G.M Live!!2016』は2016年5月5日にTSUTAYA O-EASTで開かれたイベントであり、前年に行われた『B.G.M Live!!2015』にて一部アーティスト、開催情報が発表された。
出演アーティスト
- Astilbe x arendsii
- カヒーナ
- 小春めう
- 佐咲紗花
- 佐藤ひろ美
- 橋本千明 from ハルセカンド
- 橋本みゆき
- はな
- MiLO
- 桃井はるこ
- Rita
- 茶太（シークレット）

出演辞退
- 飛蘭（病気療養のため）

## B.G.M Live!!2017大阪-Fandisk!!-
『B.G.M Live!!2017大阪-Fandisk!!-』は2017年2月4日にumeda AKASOで行われたイベントであり、B.G.M Live!!2016にて一部アーティスト、開催情報が発表された。
大阪開催に伴い開催支援プロジェクトとしてクラウドファンディングが始動。クラウドファンディングにて集められた資金は出演者・スタッフの移動費、宿泊費、リターン内容の諸経費などに充てられる。
出演アーティスト
- AiRI
- Astilbe x arendsii
- いとうかなこ
- カサンドラ
- 榊原ゆい
- 霜月はるか
- はな
- 仲村芽衣子
- Rita
- yozurino*（シークレット）

## B.G.M Live!!2017
『B.G.M Live!!2017』は、2017年5月7日にTSUTAYA O-EASTで行われたイベントであり、B.G.M Live!!2016にて一部アーティスト、開催情報が発表された。
出演アーティスト
- Astilbe x arendsii
- 彩音
- Ceui
- 橋本みゆき
- bamboo（milktub）
- Faylan
- 保科めぐみ
- 真里歌
- 美郷あき
- 山崎もえ
- 中山♡マミ（シークレット）
- なかせひな（シークレット）
- tohko（シークレット）

## B.G.M Live!!2018
『B.G.M Live!!2018 』は、2018年5月6日にTSUTAYA O-EASTで行われたイベントであり、B.G.M Live!!2017にて一部アーティスト、開催情報が発表された。
出演アーティスト
- AiRI
- Astilbe × arendsii
- 詩月カオリ
- 榊原ゆい
- 相良心
- 佐咲紗花
- Ceui
- Duca
- NANA
- 羽生みいな
- 夢乃ゆき[4]
- 中司雅美（シークレット）

## N.T.R Live!! -貴方の曲、歌い上げます-
『 N.T.R Live!! -貴方の曲、歌い上げます-』は、2018年12月9日に品川インターシティホールで行われたイベントであり、B.G.M Live!!2018で一部アーティスト、開催情報が発表された。2018年4月1日にエイプリルフール企画として告知されて実現した。主催のAyumi.の参加者募集ツイートにリプライを送ったメンバーが第一弾の参加アーティストとして発表されている。
出演アーティスト
- AiRI
- Ayumi.
- はな
- Rita

## B.G.M.Live!!2024
2024年11月30日に開催予定。
出演者は開催発表後にオファーを出す前から事前にAyumi.へ連絡してきた者が中心である。うち、前回新人枠で出演していた夢乃ゆきは6年間での成長をかんじたAyumi.がオファーを出し、攻略ヒロインとしての出演となった。サブヒロイン（新人歌手）はX上で募集しており、自薦・他薦どちらもエンディングでの起用が多かったとAyumi.は2024年のインタビューの中で明らかにしているほか、応募者の中にはVtuberもおり時代をかんじたと振り返る一方、応募者の中にはライブ経験がほとんどない者もおり、自分は恵まれていた方だったと述懐している。
出演アーティスト
- AiRI
- Astilbe x arendsii
- 佐咲紗花
- 霜月はるか
- M.A.R.Y. 4TUNES
- 夢乃ゆき

## テーマソング
『True end.』
作詞 - オリヒメヨゾラ / 作曲 - 増谷賢 / 編曲 - 東タカゴー / 歌 - AiRI、オリヒメヨゾラ、佐咲紗花、佐藤ひろ美、霜月はるか、橋本みゆき、yozuca*

## ラジオ
『美少女ゲームMUSIC ON AIR!』（びしょうじょゲームミュージック・オンエア！）は、2016年7月13日から音泉で放送されているインターネットラジオ番組。出演者はメインパーソナリティのAyumi.。美少女ゲーム音楽に特化したラジオ番組。アシスタントパーソナリティの橋本千明は2018年6月27日、第47回配信において、第48回配信を以て、卒業することを発表。

### コーナー
インスタントテーマソング
リスナーから募集した架空のゲームタイトルを元に橋本が即興で美少女ゲームソングを作るコーナー。
入門！〜歌姫道場〜
リスナーから送られてきたお題にチャレンジするコーナー。
◯◯さん、最近どう？
ゲストの近況を質問するコーナー。合言葉は「最近どう？」
楽曲リクエスト
番組のエンディングで配信する楽曲を募集するコーナー。
ちあきゴーシチGO!
リスナーから送られてきた5文字のキーワードを使用して、5・7・5を作るコーナー。
主人公、俺!!
美少女ゲームでは当たり前のように描かれている日常的なシーンが現実世界で起こってしまったら、主人公（リスナー）はどのような行動をとるのかを予想して送ってもらうコーナー。

### ゲスト
- 第2回（2016年7月27日） - 中恵光城
- 第3回（2016年8月10日） - 橋本みゆき、榊原ゆい
- 第4回（2016年8月24日） - yozuca*
- 第5回（2016年9月28日） - iyuna（solfa）、小春めう（solfa）
- 第8回（2016年11月9日） - 山崎もえ
- 第10回（2016年12月14日） - 佐藤ひろ美
- 第13回（2017年1月25日） - 鈴湯
- 第15回（2017年2月22日） - Prico
- 第16回（2017年3月8日） - 霜月はるか
- 第19回（2017年4月26日） - カサンドラ
- 第23回（2017年6月28日） - 橋本みゆき
- 第25回（2017年7月26日） - Ceui
- 第26回（2017年8月9日） - オカザワ（EGGプロデューサー）
- 第34回（2017年12月13日） - 榊原ゆい
- 第36回（2018年1月17日） - オカザワ（EGGプロデューサー）
- 第42回（2018年3月14日） - 杏花
- 第42回（2018年4月11日） - 相良心
- 第43回（2018年4月25日） - Duca